# Lago Lleulleu
El Lago Lleulleu es un lago ubicado en la Provincia de Arauco, Región del Biobío, Chile.: 445  Su emisario es el río Lleulleu.

## Ubicación y descripción
Está situado en la vertiente occidental de la Cordillera de Nahuelbuta, dividido administrativamente entre las comunas de Contulmo al norte y Tirúa al sur. Posee una superficie de 4300 hectáreas.
Una publicación de la DGA lo describe:: 3  El lago Lleulleu tiene una forma lobulada, angulosa, cuyo trazado repite las direcciones estructurales observadas en la cordillera: NNESSO y O-E. Se ha formado por la obstrucción de dos valles principales de dirección E-O: los valles de Huillinco y Mahuilque y un eje de dirección NNE-SSO, casi paralelo a la línea costera, situado en la falla que separa la Cordillera de Nahuelbuta de las terrazas litorales. El lago tiene una altitud de 20 m.s.n.m., 0.5 a 3 km de ancho y el eje mayor, de dirección NNE-SSO se extiende por aproximadamente 17 km de longitud. En cuanto a su batimetría, la parte frontal del lago que se inserta en las terrazas litorales es la de menor profundidad (10 m), mientras que en los lóbulos internos se ha estimado en más de 40 m. La compartimentalización batimétrica del sistema, al igual que en el Lanalhue se relaciona con líneas de falla que accidentan el borde cordillerano.

## Hidrología
Existe un acabado estudio de las características de la laguna Chica (San Pedro de la Paz), laguna Grande (San Pedro de la Paz), laguna Quiñenco, lago Lanalhue y del lago Lleulleu del cual presentamos la tabla de parámetros morfológicos.
Las precipitaciones varían entre 1.250 mm a cerca de 2500 mm anuales y la a temperatura media anual es 12 a 13 °C.: 58 
| Parámetros/Cuerpo de agua | Laguna Chica | Laguna Grande | Laguna Quiñenco | Lago Lanalhue | Lago Lleulleu |
| Latitud (S) | 36° 51’      | 36° 51’       | 36° 59’         | 37° 55’       | 38° 9’        |
| Longitud (W) | 73° 5’       | 73° 6’        | 73° 7’          | 73° 19’       | 73° 19’       |
| Altura (m s. n. m.) | 5.0          | 4.0           | 5.0             | 12.0          | 20.0          |
| Profundidad máx. (m) | 18.0         | 13.5          | 6.1             | 26.0          | 46.5          |
| Profundidad media (m) | 10.3         | 8.3           | 3.0             | 13.1          | 23.5          |
| Largo máx. (km) | 1.9          | 2.7           | 1.1             | 9.6           | 13.2          |
| Ancho máx. (km) | 0.87         | 1.4           | 0.36            | 4.3           | 3.7           |
| Perímetro (km) | 5.7          | 9.4           | 2.94            | 58.6          | 93.3          |
| Área del lago (km²) | 0.82         | 1.55          | 0.29            | 31.9          | 39.8          |
| Área cuenca (km²) | 4.5          | 12.7          | 3.0             | 325.0         | 670.0         |
| Volumen (km³) | 0.0086       | 0.0128        | 0.0009          | 0.418         | 0.934         |
| Desarrollo línea de costa* | 1.8          | 2.1           | 1.5             | 2.9           | 4.2           |
| Rel. Prof. media / Prof. máx. | 0.57         | 0.61          | 0.49            | 0.50          | 0.50          |
| Rel. Área cuenca / área lago | 5.5          | 8.2           | 10.3            | 10.2          | 16.8          |
| Rel. Área cuenca / vol. lago | 523.3        | 992.2         | 3333.3          | 777.5         | 717.3         |
| Prof. criptodepresión (m) | 13.0         | 9.5           | 1.1             | 14.0          | 26.9          |
| - El coeficiente de perímetro o desarrollo línea de costa es la proporción entre el perímetro del lago y el perímetro de una circunferencia con igual área que el lago. Toma el valor 1 para un lago perfectamente circular. {\textstyle D_{L}={\frac {L}{2{\sqrt {\pi A}}}}}, con {\textstyle D_{L}} es el coeficiente, {\displaystyle L} es el perímetro del lago, y {\displaystyle A} es el área del lago. - El desarrollo del volumen es una medida de la diferencia entre la forma del lago (cuerpo de agua) y la de un cono: Dv = 3 Z÷ Zmax |              |               |                 |               |               |

Se encuentra a 657 km al sur de Santiago, a 190 km al sur de Concepción y a 20 km de Contulmo; en la parte sur de la Región del Biobío.
Ha sido declarado por la autoridad chilena como el lago más puro de América Latina.
Sus aguas son apacibles y está comunicado con el mar. Sus cuatro brazos se internan en pequeños valles, anegados en invierno. Es un lugar privilegiado por sus bellezas naturales. Además, a diferencia del Lago Lanalhue, se encuentra menos intervenido por el turismo.

## Historia
Luis Risopatrón lo describe en su Diccionario Jeográfico de Chile de 1924:: 491 
Lleulleu (Laguna de ): Es estensa formada de varios brazos i se encuentra al pié W de de la cordillera de Nahuelbuta, a corta distancia al NE de la caleta de Quidico.
El mismo autor señala las variadas transcripciones de su nombre: Lleu-Lleu, Lleu-Lleo, Lleullen (que aclara como error tipográfico) y a veces el nombre Raquilhue o Ranquilhue.

## Población, economía y ecología
Entre los atractivos más importantes del lugar se encuentran el sector Puerto Choque, Ranquilhue.
Así mismo sus grandes atractivos turísticos de este último tiempo son los camping que rodean todo el borde costero del lago en donde destacan los camping Lorcura, La estrella, entre otros.
El lago es apto para practicar windsurf, kayak de mar y paseos en bote. Hay también abundancia de pesca de alta calidad, como la pesca de trucha, salmón y pejerrey, debido a que posee una de las aguas más vírgenes de Chile. Además, se puede practicar trekking, cabalgatas, sacar fotografías y observar la flora y fauna.

### Estado trófico
La eutrofización es el envejecimiento natural de cuerpos lacustres (lagos, lagunas, embalses, pantanos, humedales, etc.) como resultado de la acumulación gradual de nutrientes, un incremento de la productividad biológica y la acumulación paulatina de sedimentos provenientes de su cuenca de drenaje.: 4  Su avance es dependiente del flujo de nutrientes, de las dimensiones y forma del cuerpo lacustre y del tiempo de permanencia del agua en el mismo.: 24  En estado natural la eutrofización es lenta (a escala de milenios), pero por causas relacionadas con el mal uso del suelo, el incremento de la erosión y por la descarga de aguas servidas domésticas entre otras, puede verse acelerado a escala temporal de décadas o menos.: 4  Los elementos más característicos del estado trófico son fósforo, nitrógeno, DBO5 y clorofila y la propiedad turbiedad. Una medición objetiva y frecuente de estos es necesaria para la aplicación de políticas de protección del medio ambiente. 
La clasificación trófica nombra la concentración de esos objetos bajo observación (de menor a mayor concentración): ultraoligotrófico, oligotrófico, mesotrófico, eutrófico, hipereutrófico. Ese es el estado trófico del elemento en el cuerpo de agua. Los estados hipereutrófico y eutrófico son estados no deseados en el ecosistema, debido a que los bienes y servicios que nos brinda el agua (bebida, recreación, entre otros) son más compatibles con lagos de características ultraoligotróficas, oligotróficas o mesotróficas.: 14 
Según un informe de la Dirección General de Aguas de 2018, la evaluación actual del estado trófico del lago presenta una condición oligotrófica para clorofila y fósforo.: 23 